# Druga liga FBiH – Centar 2
Druga liga FBiH – Centar 2 je bila regionalno ligaško natjecanje trećeg stupnja u ligaškom sustavu BiH. 
Natjecanje je obuhvaćalo klubove iz tri županijska saveza: NS Zapadno-hercegovačke županije, NS Hercegovačko-neretvanske županije i NS Hercegbosanske županije koji su se ranije natjecali u Drugoj ligi Herceg-Bosne. Prvoplasirani klub je igrao u doigravanju za ulazak u Prvu ligu FBiH.
Liga je postojala četiri sezone, a od sezone 2004./05. klubovi iz ove lige nastavljaju se natjecati u Drugoj ligi FBiH – Jug.

## Sudionici
| (nepotpun popis) - HNK Sloga, Uskoplje - HNK Tomislav, Tomislavgrad | - NK Boljava, Drinovci - HNK Branitelj, Mostar - HNK Dubrave, Stolac - NK Finvest, Drvar - NK GOŠK, Gabela - HNK Kruševo, Kruševo - HNK Kupres, Kupres - NK Ljuti Dolac, Ljuti Dolac - HNK Rama, Prozor-Rama - HNK Sloga, Uskoplje - NK Šujica, Šujica - NK Vir, Vir - HNK Višići, Višići | - HNK Branitelj, Mostar - HNK Dubrave, Stolac - NK Finvest, Drvar - NK GOŠK, Gabela - HNK Kruševo, Kruševo - HNK Kupres, Kupres - NK Neretva, Čeljevo - HNK Rama, Prozor-Rama - NK Rujani Čelebić 92, Lištani - HNK Sloga, Uskoplje - NK Šujica, Šujica - NK Vir, Vir | - HNK Branitelj, Mostar - HNK Čapljina, Čapljina - NK Finvest, Drvar - HNK Graničar, Ljubunčić - HNK Kupres, Kupres - NK Neretva, Čeljevo - HNK Rama, Prozor-Rama - HNK Sloga, Uskoplje - HNK Stolac, Stolac - NK Šujica, Šujica - HNK Tomislav, Tomislavgrad - NK Troglav, Livno - NK Vir, Vir |

## Osvajači
- 2000./01. - HNK Tomislav, Tomislavgrad[1]
- 2001./02. - NK Boljava, Drinovci[2]
- 2002./03. – NK GOŠK, Gabela[3]
- 2003./04. – HNK Čapljina, Čapljina[4]